# Birgit Lystager
Birgit Lystager (født 15. februar 1946) er dansk sangerinde.
|  | Artiklen om Birgit Lystager kan blive bedre, hvis der indsættes et (bedre) billede Du kan hjælpe ved at afsøge Wikimedia Commons for et passende billede eller uploade et godt billede til Wikimedia Commons iht. de tilladte licenser og indsætte det i artiklen. |

Hun fik flere hits; det største blev Volmer-Sørensens danske udgave af Pretty Belinda, der kom til at hedde Smilende Susie (1970), og denne sangtitel gav 30 år senere navn til en landsdækkende tøjkæde, dog med navnet "Sussi" i stedet for Susie. Birgit Lystager præsterede også, i samme periode, at have både a- og b-siden på singleplader liggende på Dansktoppen. Birgit Lystager fik endvidere engangementer indenfor revy og teater, bl.a. i rollen som Pippi Langstrømpe.
Birgit Lystager har optrådt og indspillet med en lang række kendte musikere fra ind- og udland, blandt andre Ben Webster og Toots Thielemans igennem 1970'erne, og udgav i 1983 pop-bossa-LP'en Øjeblikke, med arrangementer af sin mand, guitaristen Poul Freiber. Langt senere i forløbet vakte Lystagers fraseringer interesse hos yngre disc-jockeys.
En række tidligere Birgit Lystager-indspilninger har vakt en vis interesse i Japan , hvor også Øjeblikke har været udsendt. I Danmark er stort set hele Birgit Lystagers indspillede materiale udkommet på en retrospektiv 7-CD-boks i 2006 med titlen Mine sange, en boks der faldt i smag hos musikanmeldere. Birgit Lystager har i en årrække holdt en pause fra sang og musik, men har bl.a lagt stemme til afspændings- og meditationsprogrammer.

## Karriere
Lystager var aktiv fra 1966 til 1984.
Efter at have været en del af ensemblet Jazzminerne i 1960'erne slog Lystager igennem via TV med det lette dansktop-repertoire, og det blev til en lang række singleplader for RCA.
Hun debuterede i november 1966 med udgivelsen "Kiss The Boys Goodbye / Børge" . Den førstnævnte er skrevet af Victor Schertzinger og blev oprindeligt opført af Mary Martin i 1941. Dette blev den første af mange cover-sange Lystager indspillede i hendes karriere. Efterfølgende udgav hun sange som "Aldrig Bli' Forelsket Mer'", "Er det mon regnvejr eller kun en tåre?" og "Så drømmer jeg en drøm om dig", der alle var cover-versioner.
I 1970 udkom singlen "Smilende Susie". Den rangerede som #1 på den danske hitliste i to uger. Den overtog pladsen fra Inger Nilssons "Här kommer Pippi Långstrump". 1971 blev udgivelsesåret for hendes to engelsk-sprogede albums "Ready to Meet You" og "Love's Labyrinth". Samme år blev Lystager hyret af Preben Kaas til at optræde i Cirkus-Revyen. Her spillede hun over for Poul Bundgaard, Dirch Passer, Daimi, Lily Broberg og Ulf Pilgaard.
I 1983 deltog hun og Poul Freiber i Dansk Melodi Grand Prix med sangen "Hvor går livet hen”. Friber havde selv skrevet teksten. Ved afstemningen fik duoen en 10. plads og dette blev Birgits sidste officielle udspil . I 1984 var hun aktuel på udgivelsen H. C. Andersen's Grantræet, samt EP-udgivelsen "Jul Igen, begge fra Polydor Records.
Selvom Lystager stoppede med at indspille musik, var der fortsat interesse for hendes værker. I 1997 fik hendes udgivelser interesse i Japan, hvilket førte til en officiel lancering af hendes musik på det asiatiske marked.I 2006 blev hendes sange genudgivet i Danmark, via et samlet bokssæt. Udgivelsen indeholder over 70 sange.
Igennem 2010'erne og 2020'erne fik hendes musik spilletid på radiostationer som DR P5 og DR P8. I 2023 blev hendes sange "Aldrig Bli' Forelsket Mer" og "Til Dig" lanceret på streaming-tjenester.